# 小斑平腹脂鯉
小斑平腹脂鯉，為輻鰭魚綱脂鯉目脂鯉亞目脂鯉科的其中一個種。分布於南美洲埃塞奎博河、德梅拉拉河流域，體長可達4.2公分，棲息在底中層水域，生活習性不明。